# Мексико на Зимским олимпијским играма 2010.
Мексику је ово било седмо учешће на Зимским олимпијским играма. Мексичку делегацију, на Зимским олимпијским играма 2010. у Ванкуверу представљао је један такмичар који је учествовао у две дисциплине алпског скијања.
Мексички олимпијски тим је остао у групи екипа које нису освојиле ниједну медаљу.
Заставу Мексика на свечаном отварању Олимпијских игара 2010. носио је једини мексички такмичар алпски скијаш Убертус фон Оенлое.

## Алпско скијање

### Мушкарци
| Такмичар           | Дисциплина | Резултати    | Резултати    | Резултати | Резултати | Резултати           |
| Такмичар           | Дисциплина | 1. трка      | 2. трка      | Укупно    | Заостатак | Пласман/ук. (учес.) |
| ------------------ | ---------- | ------------ | ------------ | --------- | --------- | ------------------- |
| Убертус фон Оенлое | Слалом     | 1:02,09 (52) | 1:05,69 (46) | 2:07,78   | 28,46     | 46/52 (102)         |
| Убертус фон Оенлое | Велеслалом | 1:34,50 (86) | 1:36,97 (77) | 3:11,47   | 33,64     | 78/81 (103)         |